# Tiro esportivo nos Jogos Pan-Americanos de 2011 - Skeet masculino
A competição do skeet masculino foi um dos eventos do tiro esportivo nos Jogos Pan-Americanos de 2011, em Guadalajara. Foi disputada no Club Cinegético Jalisciense nos dias 21 e 22 de outubro.

## Calendário
Horário local (UTC-6).
| Data          | Horário | Fase           |
| ------------- | ------- | -------------- |
| 21 de outubro | 10:00   | Qualificação 1 |
| 22 de outubro | 10:00   | Qualificação 2 |
| 22 de outubro | 15:00   | Final          |

## Medalhistas
| Ouro   | USA Vincent Hancock       |
| Prata  | CUB Guillermo Torres      |
| Bronze | CUB Juan Miguel Rodríguez |

## Resultados

### Qualificação
| Pos. | Atirador               | País                     | 1  | 2  | 3  | 4  | 5  | Total | Obs.            |
| ---- | ---------------------- | ------------------------ | -- | -- | -- | -- | -- | ----- | --------------- |
| 1    | Vincent Hancock        | USA Estados Unidos       | 25 | 24 | 25 | 25 | 23 | 122   | Q               |
| 2    | Guillermo Torres       | CUB Cuba                 | 25 | 25 | 25 | 24 | 23 | 122   | Q               |
| 3    | Juan Miguel Rodríguez  | CUB Cuba                 | 22 | 25 | 25 | 24 | 25 | 121   | Q               |
| 4    | Javier Rodríguez       | MEX México               | 24 | 23 | 25 | 23 | 25 | 120   | Q               |
| 5    | Luis Bermúdez          | PUR Porto Rico           | 24 | 24 | 22 | 24 | 25 | 119   | Q               |
| 6    | Michael Maskell        | BAR Barbados             | 22 | 24 | 24 | 25 | 23 | 118   | Q, Shoot-off +6 |
| 7    | Julio Dujarric Lembcke | DOM República Dominicana | 24 | 22 | 25 | 22 | 25 | 118   | Shoot-off +5    |
| 8    | Rodrigo Zachrisson     | GUA Guatemala            | 25 | 25 | 25 | 24 | 20 | 118   | Shoot-off +5    |
| 9    | Diego Duarte           | COL Colômbia             | 24 | 25 | 23 | 23 | 23 | 118   | Shoot-off +3    |
| 10   | Frank Thompson         | USA Estados Unidos       | 23 | 24 | 25 | 24 | 22 | 118   | Shoot-off +3    |
| 11   | Richard McBride        | CAN Canadá               | 24 | 22 | 24 | 23 | 24 | 117   |                 |
| 12   | Robert Auerbach        | TRI Trinidad e Tobago    | 24 | 24 | 22 | 23 | 24 | 117   |                 |
| 13   | Jorge Atalah           | CHI Chile                | 25 | 24 | 25 | 24 | 19 | 117   |                 |
| 14   | Wilson Zocolotte       | BRA Brasil               | 25 | 24 | 24 | 20 | 23 | 116   |                 |
| 15   | Carlos Alberto Valdez  | MEX México               | 24 | 22 | 25 | 21 | 23 | 115   |                 |
| 16   | Marco Matellini        | PER Peru                 | 22 | 22 | 24 | 21 | 25 | 114   |                 |
| 17   | Juan Carlos Romero     | GUA Guatemala            | 24 | 21 | 24 | 23 | 22 | 114   |                 |
| 18   | Nicolás Giha           | PER Peru                 | 22 | 25 | 18 | 25 | 23 | 113   |                 |
| 19   | Julián Pena            | VEN Venezuela            | 22 | 25 | 24 | 22 | 20 | 113   |                 |
| 20   | Eddy Paulino Berges    | DOM República Dominicana | 21 | 23 | 21 | 24 | 23 | 112   |                 |
| 21   | Federico Gil           | ARG Argentina            | 23 | 24 | 23 | 21 | 21 | 112   |                 |
| 22   | Fernando Gazzotti      | ARG Argentina            | 22 | 22 | 22 | 23 | 22 | 111   |                 |
| 23   | Raúl Franco            | CHI Chile                | 24 | 23 | 23 | 21 | 20 | 111   |                 |
| 24   | Jason Caswell          | CAN Canadá               | 22 | 22 | 20 | 22 | 24 | 110   |                 |
| 25   | Edison McLean          | CAY Ilhas Cayman         | 20 | 23 | 23 | 21 | 23 | 110   |                 |
| 26   | Víctor Silva           | VEN Venezuela            | 21 | 22 | 21 | 19 | 24 | 107   |                 |
| 27   | Jesús Medero           | PUR Porto Rico           | 24 | 23 | 20 | 21 | 19 | 107   |                 |
| 28   | José Pedro Costa       | BRA Brasil               | 23 | 20 | 23 | 21 | 18 | 105   |                 |

### Final
| Pos.              | Atirador              | País               | Qualificação | Final | Total | Obs. |
| ----------------- | --------------------- | ------------------ | ------------ | ----- | ----- | ---- |
| Medalha de ouro   | Vincent Hancock       | USA Estados Unidos | 122          | 25    | 147   | EFPR |
| Medalha de prata  | Guillermo Torres      | CUB Cuba           | 122          | 23    | 145   |      |
| Medalha de bronze | Juan Miguel Rodríguez | CUB Cuba           | 121          | 21    | 142   |      |
| 4                 | Michael Maskell       | BAR Barbados       | 118          | 23    | 141   |      |
| 4                 | Luis Bermúdez         | PUR Porto Rico     | 119          | 22    | 141   |      |
| 4                 | Javier Rodríguez      | MEX México         | 120          | 21    | 141   |      |